# Selfridge
Selfridge – miasto w Stanach Zjednoczonych, w stanie Dakota Północna, w hrabstwie Sioux.